# عروسک آراسته من

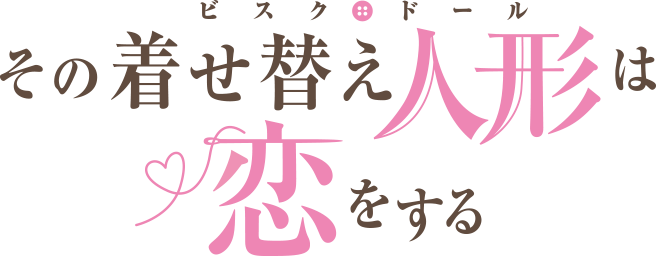
عروسک آراستهٔ من

عروسک آراسته من یا جیگر خوش‌پوش من یا مای دِرِس آپ دارلینگ (به ژاپنی: 着せ替え人形|ビスク・ドールは恋をする,، هپبورن: Sono Bisuku Dōru wa Koi o Suru که ترجمه تحت الفظی آن می‌شود «آن عروسک بیسکویی (یک نوع عروسک اروپایی) می‌تواند عاشق شود») یک مجموعه مانگای ژاپنی است که توسط شینیچی فوکودا نوشته و تصویر سازی شده‌است. در ژانویه ۲۰۱۸ پخش سریال در یانگ گان‌گان از اسکوئر انیکس آغاز شد و از مارس ۲۰۲۲ در ۱۲ جلد گردآوری شده‌است. یک مجموعه تلویزیونی انیمیشن اقتباسی توسط کلوورورکس از ژانویه تا مارس ۲۰۲۲ پخش شد.

## داستان
واکانا گوجو دانش آموز سال اول دبیرستان است که آرزو دارد یک صنعتگر عروسک هینا شود. یک روز در ترم اول تحصیلی، همکلاسی محبوبش، مارین کیتاگاوا، او را در حال ساخت لباس عروسک در اتاق خیاطی مدرسه می‌بیند. مارین که مدتی می‌خواهد کاسپلی کند و مهارت واکانا را در خیاطی دیده‌است، از او می‌خواهد تا لباس شخصیت از یک بازی ویدیویی را بسازد که او آن را دوست دارد. با وجود اینکه واکانا تجربه ای در ساخت لباس در مقیاس انسانی ندارد، اما با اصرار مارین انگیزه گرفته و موافقت می‌کند که برای او لباس بسازد.